# Список лужицких писателей и поэтов
Алфавитный список писателей, поэтов, драматургов и эссеистов, писавших на верхнелужицком и нижнелужицком языках.

## А
- Адам, Хорст
- Альбин, Кито
- Андрицкий, Миклауш
- Аст, Ян

## Б
- Бартко, Ян
- Барт-Чишинский, Якуб
- Бегарь, Беньамин
- Бедрих-Радлубин, Миклауш
- Бедрих, Михал
- Бемар, Ян Готхельф
- Бемар, Ян Готхольд
- Беньшова, Ганьжа
- Беро, Вилем
- Бобровский, Йоханнес
- Бок, Ян
- Брезан, Юрий
- Брезанец, Мария
- Бройер, Михал Август
- Брониш, Матей Богумил
- Брониш, Павол Фрицо
- Броск, Юрий
- Брыль, Ян
- Будар, Бен
- Будар, Бено
- Бук, Якуб

## В
- Вавер, Ян
- Ванак, Юрий Арношт
- Варих, Венцеслаус
- Варко, Корла Гендрих
- Варко, Ян Август
- Велан, Юлиус Эдуард
- Валтер, Йоганнес
- Веля, Юрий
- Веля, Ян
- Венька, Петр
- Веньцко, Мето
- Весела, Михал
- Винар, Юрий
- Винарец-Орсесова, Ганьжа
- Вингер, Юрий
- Вирт, Павол
- Виткойц, Мина
- Вичаз, Альфонс
- Вичаз, Ота
- Вичаз, Юрий
- Вичаз-Хрошчанский, Павол
- Вичазец, Герта
- Ворнар, Герат
- Ворнар, Ян
- Вуйеш, Юрий
- Выргач, Корла

## Г
- Гайдук-Велькович, Любина
- Гайна, Миклауш
- Гайна, Феликс
- Гайнца, Ян
- Гандрик, Матей
- Ганчка, Ян Арношт
- Ганчка, Ян Юрий Прокоп
- Гатас, Густа
- Гаша, Ян
- Гашка, Ян Михал
- Гейдушка, Ян
- Гейнрихова, Маргита
- Гендрих, Герат
- Гильбенц, Михал
- Глован, Дабит Богувер
- Глован, Гендрих
- Голан, Ян Арношт
- Горник, Михал
- Горчанский, Ян
- Грешко, Ян
- Гройлих, Марко
- Гройлих, Павол
- Грыс, Кито
- Грыс, Мертын
- Гутшмит, Уве

## Д
- Дейка, Ян Богухвал
- Деленк, Юрий
- Добруцкий, Божидар
- Добруцкий, Ян Эмануэль
- Домашка, Михал
- Домашка, Ромуальд
- Домашка, Франц Мориц
- Домашкойц, Лиза
- Домашкойц, Марьяна
- Домашцына, Рожа
- Дорник, Миклауш
- Дункелойц, Сабина
- Дучман, Гандрий
- Дырлих, Бенедикт
- Дырлихова, Моника

## Е
- Енч, Корла Август
- Енчец, Ганка

## Ж
- Жур, Миклауш

## З
- Заренк, Миклауш
- Зуровин Юро
- Зейлер, Гандрий

## И
- Имиш, Яромер Хендрих
- Имишова, Мила
- Иоаганнес Эстикампианус
- Исельт, Макс Рихард

## Й
- Йордан, Гайно
- Йордан, Гендрих
- Йордан, Карло

## К
- Кайсерова, Ютта
- Каплер, Ян Август
- Карнавка, Курт
- Кёрниг, Ян Кжесчан
- Кмеч, Павол
- Коварёва, Лора
- Кола, Цирил
- Коник, Корла Богувер
- Косык, Мато
- Кох, Юрий
- Кравж, Юрий
- Краль, Франц
- Краль, Якуб
- Крауц, Кресчан
- Крауцец, Марья
- Креньц, Курт
- Кречмар, Павол
- Кригар, Гендрих Август
- Кружка, Ян
- Крушвица, Ян Бярнат
- Кубаш, Юрий Густав
- Кубаш-Ворклечан, Юрий
- Кубашец, Марья
- Кутшанкова, Гильда
- Кучанк, Якуб
- Кшижан, Корла Божидар
- Кшижан, Ян Павол
- Кшижанк, Юрий

## Л
- Лагода, Ян
- Лайнерт, Ян
- Лапштих, Август
- Ленка
- Ларас, Ян
- Либш, Герат
- Либш, Юрий
- Лок, Франц Георг
- Лоренц, Кито
- Лоренц-Залеский, Якуб
- Людовици, Юрий
- Лужицкий, Ян
- Любенский, Гандрий

## М
- Малинк, Петр
- Малинкова, Ката
- Малинкова, Трудла
- Мартини, Грегор
- Метова, Мерка
- Мень, Юрий
- Мень, Рудольф
- Мерчинг, Иоганн Август
- Мерчинк, Юрий
- Метова, Мерка
- Метшк, Фридо
- Мешканк, Альфред
- Мешканк, Тимо
- Мешканк, Ян
- Мешканкова, Христа
- Миклауш из Дрездена
- Михалик, Зигфрид
- Млонк, Петр
- Млынк, Юрий
- Млынкова, Марья
- Моллер, Альбин
- Мосак-Клосопольский, Корла Август
- Мудра, Кито
- Мука, Арношт
- Муха, Юрий
- Мучинк, Ян Богувер

## Н
- Наглова, Ингрид
- Нагора, Герат
- Навка, Антон
- Навка, Михал
- Навка, Томаш
- Нагора, Герат
- Настицкец, Беата
- Настиццына, Мадлена
- Недо, Павол
- Непила, Ханзо
- Ноацк-Новак, Герберт
- Новак, Герберт
- Новак, Йозеф
- Новак-Горянский, Якуб
- Новак-Кашчанский, Якуб
- Новак-Нехорньский, Мерчин
- Новак, Херберт
- Нытшка, Ян Богумил

## П
- Панк, Герман Кито
- Панк, Кито
- Пата, Йозеф
- Пернак, Мето
- Пех, Ян Богувер
- Пилк, Юрий
- Погонч, Ян Август
- Пойкер, Каспар
- Поних, Самуэль Богувер
- Пфуль, Кжесчан Богувер

## Р
- Рак, Ян
- Рак, Юрий
- Рахлоуц, Якуб
- Рашка, Гандрий
- Резак, Филипп
- Рениш, Гандрий
- Речка, Макс
- Ризо, Гайно
- Рихтар, Ян Богувер
- Рихтар, Хинц
- Рихтарь, Гельмут
- Роха, Фрицо

## С
- Саловский, Мерчин
- Свора, Ян Карло Фрицо
- Сикора, Ян Август
- Симон, Арношт
- Скала, Ян
- Слоденьк, Юрий
- Слокова, Моника
- Смолер, Ян Арношт
- Соммер, Адольф
- Стахова, Ангела
- Стемпель, Кито Фрицо
- Сухый, Ян

## Т
- Тара, Гандрош
- Тешнарь, Ян Бедрих
- Тиман, Петр

## У
- Урбан, Матей

## Ф
- Фабер, Кристоф
- Фабер, Крышан Бедрих
- Фалька, Гандрий
- Фёлькель, Павол
- Фёрстер, Франк
- Фидлер, Корла Август
- Фогель, Ян Юрий
- Френцель, Абрахам
- Френцль, Альфонс
- Френцель, Михал
- Френцель, Михал
- Френцель, Саломон Богухвал
- Фрицо, Помгайбог Кристалюб
- Фрицо, Ян Бедрих

## Х
- Хайндрих, Герат
- Хайнц, Ян
- Хандрик, Матей
- Ханешец, Хайдрун
- Хайнрихова, Маргарита
- Хауптман, Ян Йозеф Гавштын
- Хежка, Юрий
- Хейдушка, Ян
- Хустетова, Ингрид

## Ц
- Цушцына, Мерана
- Цыж, Миклауш
- Цыж, Ян

## Ч
- Чесла, Донат Йозеф
- Чесла, Ян
- Чорнакец, Ева-Мария
- Чох, Михал

## Ш
- Швеля, Богумил
- Швеля, Кито
- Шевчик Михал
- Шевчик, Якуб
- Шен, Франц
- Шенкарёва, Рожа
- Шерах, Гадам Богухвал
- Шерах, Гадам Захариас
- Шеца, Корла Богувер
- Шеца, Ян
- Шиндларь, Ян Зигмунд Бедрих
- Шленкар, Хриша
- Шмитд-Коварёва, Элеонора
- Шолта, Бено
- Шолта, Дитрих
- Шолта, Матей
- Шолцина, Доротея
- Шольчиц, Мадленька
- Штемпель, Кристиан Фридрих

## Э
- Эля, Людвиг

## Ю
- Юнгхенель, Ян Богумил
- Юршикова, Ингрид
- Юст, Миклауш

## Я
- Якубаш, Йозеф
- Янак, Корля
- Янаш, Петш
- Янитие, Каспар
- Янус, Якуб
- Яцславк, Миклауш